# Diocese de Gante
A Diocese de Gante (em latim: Dioecesis Gandavensis) é uma circunscrição eclesiástica da Igreja Católica situada em Gante, na Bélgica. Sua Sé é a Catedral de Sint-Baaf.
Possui 405 paróquias servidas por 349 padres, assistindo a uma população abrangida de 1 558 010 habitantes, com 70,7% da população jurisdicionada batizada (1 101 000 católicos).

## Prelados

### Bispos de Gante
| #               | Nome                                   | Período   | Notas                        |
| Bispos          | Bispos                                 | Bispos    | Bispos                       |
| --------------- | -------------------------------------- | --------- | ---------------------------- |
| 31°             | Lode Van Hecke, O.C.S.O.               | 2019-2025 |                              |
| 30°             | Lucas Van Looy, S.D.B.                 | 2003-2019 |                              |
| 29°             | Arthur Luysterman                      | 1991-2003 |                              |
| 28°             | Leonce Albert Van Peteghem †           | 1964-1991 |                              |
| 27°             | Karel Justien Calewaert †              | 1948-1963 |                              |
| 26°             | Honoré-Joseph Coppieters †             | 1927-1947 |                              |
| 25°             | Émile-Jean Seghers †                   | 1917-1927 |                              |
| 24°             | Antoine Stillemans †                   | 1889-1916 |                              |
| 23°             | Henri-Charles-Camille Lambrecht        | 1888-1889 |                              |
| 22°             | Hendrik-Frans (Henri-François) Bracq   | 1865-1888 |                              |
| 21°             | Lodewijk-Jozef Delebecque              | 1838-1864 |                              |
| 20°             | Jan Frans (Jean-François) Van de Velde | 1829-1838 |                              |
| 19°             | Maurice-Jean-Madeleine de Broglie      | 1807-1821 |                              |
| 18°             | Etienne-André-François de Beaumont     | 1802-1807 | Nomeado Bispo de Piacenza    |
| 17°             | Ferdinand-Marie de Lobkowitz           | 1779-1795 |                              |
| 16°             | Govaart-Geeraard van Eersel            | 1772-1778 |                              |
| 15°             | Maximiliaan-Antoon van der Noot        | 1742-1770 |                              |
| 14°             | Jan-Baptist de Smet                    | 1731-1741 |                              |
| 13°             | Philips-Erard van der Noot             | 1694-1730 |                              |
| 12°             | Albert de Hornes                       | 1681-1694 |                              |
| 11°             | Ignaas August Schetz van Grobbendonck  | 1679-1680 |                              |
| 10°             | Frans van Horenbeke                    | 1677-1679 |                              |
| 9°              | Eugenius Albertus d’Allamont           | 1666-1673 |                              |
| 8°              | Karel van den Bosch                    | 1658-1665 |                              |
| 7°              | Pierre Antoine Triest                  | 1621-1657 |                              |
| 6°              | Jacques Boonen                         | 1616-1621 | Nomeado Arcebispo de Malinas |
| 5°              | Henri-François van der Burch           | 1612-1616 | Nomeado Arcebispo de Cambrai |
| 4°              | Karel Maes                             | 1610-1612 |                              |
| 3°              | Pieter Damant                          | 1590-1609 |                              |
| 2°              | Guillaume Damasi Van der Linden        | 1588      |                              |
| 1°              | Cornelis Jansen                        | 1568-1576 |                              |
| Bispo coadjutor |                                        |           |                              |
|                 | Arthur Luysterman                      | 1990-1991 |                              |
|                 | Honoré-Joseph Coppieters               | 1927      |                              |
|                 | Henri-Charles-Camille Lambrecht        | 1886-1888 |                              |
|                 | Gustavo Leonardo de Battice            | 1877-1885 |                              |
|                 | François-René Boussen                  | 1832-1834 | Nomeado Bispo de Bruges      |
| Bispo auxiliar  |                                        |           |                              |
|                 | Leo-Karel Jozef De Kesel               | 1960-1990 |                              |
|                 | Oscar Jozef Joliet                     | 1948-1969 |                              |
|                 | Eugène Victor Marie van Rechem         | 1914-1943 |                              |